# Charbonnat
Charbonnat är en kommun i departementet Saône-et-Loire i regionen Bourgogne-Franche-Comté i östra Frankrike. Kommunen ligger i kantonen Mesvres som tillhör arrondissementet Autun. År 2022 hade Charbonnat 227 invånare.

## Befolkningsutveckling
Antalet invånare i kommunen Charbonnat
| Referens: INSEE |